# Porttipahta-Stausee
Der Porttipahta-Stausee (ˈpɔrtːipɑhtɑ, finn: Porttipahdan tekojärvi) ist ein Stausee in Finnisch-Lappland. Er liegt am Oberlauf des Flusses Kitinen in der Gemeinde Sodankylä. Je nach Wasserstand beträgt seine Fläche zwischen 34 und 214 km², der Pegel liegt zwischen 234 und 245 m über dem Meeresspiegel.
Der Porttipahta-Stausee wurde 1970 aufgestaut, um die Wassermenge des Kitinen, eines Zuflusses des Kemijoki, für die Zwecke der Wasserkraft regulieren zu können. Am Staudamm befindet sich ein Wasserkraftwerk mit einer Leistung von 35 MW und einer jährlichen Stromproduktion von 149 GWh (Stand 2006). Mit dem östlich gelegenen Lokka-Stausee ist der Porttipahta-Stausee über einen Kanal verbunden.